# Češnjevek (gmina Cerklje na Gorenjskem)
Češnjevek – wieś w Słowenii, w gminie Cerklje na Gorenjskem. W 2018 roku liczyła 155 mieszkańców.